# Diastatops pullata
Diastatops pullata – gatunek ważki z rodziny ważkowatych (Libellulidae).